# Unione Sportiva Pistoiese 1982-1983
Questa voce raccoglie le informazioni riguardanti l'Unione Sportiva Pistoiese nelle competizioni ufficiali della stagione 1982-1983.

## Avvenimenti
Nella stagione 1982-1983 la Pistoiese allenata da Enzo Riccomini ha disputato il quattordicesimo campionato di Serie B della sua storia. Con 34 punti ha ottenuto il 14º posto, ottenendo la salvezza con due lunghezze di vantaggio su Reggiana e Bologna, retrocesse con Bari e Foggia.
Nella Coppa Italia la squadra arancione ha disputato prima del campionato il secondo girone di qualificazione, ottenendo un buon secondo posto con 7 punti, promossi ai quarti di finale l'Ascoli con 8 punti, seconde Varese e Pistoiese con 7 punti, passa il Varese per miglior differenza reti.

## Divise e sponsor
| 1ª maglia | 2ª maglia |

## Organigramma societario
Area direttiva
- Presidente: Marcello Melani
- Segretario generale: Giovanni Mineo

Area sanitaria
- Medico sociale: Enzo Melani
- Massaggiatori: Paolo Franchi e Antonio Pagni

Area tecnica
- Allenatore: Enzo Riccomini
- Allenatore in seconda: Giuseppe Malavasi
- Allenatore Primavera: Mario Frustalupi
- Preparatore atletico: Giorgio Datteri

## Rosa
| N. |                   | Ruolo | Calciatore           |
| -- | ----------------- | ----- | -------------------- |
|    | Italia (bandiera) | P     | Astutillo Malgioglio |
|    | Italia (bandiera) | P     | Marcello Grassi      |
|    | Italia (bandiera) | D     | Roberto Chiti        |
|    | Italia (bandiera) | D     | Fabrizio Berni       |
|    | Italia (bandiera) | D     | Davide Lucarelli     |
|    | Italia (bandiera) | D     | Pietro Ghedin        |
|    | Italia (bandiera) | D     | Sergio Borgo         |
|    | Italia (bandiera) | D     | Roberto Parlanti     |
|    | Italia (bandiera) | D     | Marco Masi           |
|    | Italia (bandiera) | D     | Alessio Tendi        |
|    | Italia (bandiera) | D     | Maurizio Vaggelli    |
|    | Italia (bandiera) | C     | Pietro Di Trapano    |

| N. |                   | Ruolo | Calciatore           |
| -- | ----------------- | ----- | -------------------- |
|    | Italia (bandiera) | C     | Luciano Facchini     |
|    | Italia (bandiera) | C     | Federico Frigerio    |
|    | Italia (bandiera) | C     | Rinaldo Piraccini    |
|    | Italia (bandiera) | C     | Giampaolo Ceramicola |
|    | Italia (bandiera) | C     | Giannino Giannini    |
|    | Italia (bandiera) | C     | Giorgio Rognoni      |
|    | Italia (bandiera) | C     | Marco Torresani      |
|    | Italia (bandiera) | A     | Oliviero Di Stefano  |
|    | Italia (bandiera) | A     | Salvatore Garritano  |
|    | Italia (bandiera) | A     | Francesco Vincenzi   |
|    | Italia (bandiera) | A     | Luca Bartolini       |
|    | Italia (bandiera) | A     | Gabriele Lazzeretti  |

## Risultati

### Serie B

#### Girone di andata
| Arbitro: | Pirandola (Lecce) |

|            |           |  |
| Sandri 57’ | Marcatori |  |

| Arbitro: | Giaffreda (Roma) |

|              |           |  |
| Facchini 78’ | Marcatori |  |

| Arbitro: | Polacco (Conegliano) |

|                                    |           |                        |
| Scarsella 25’ Turchetta 31’ (rig.) | Marcatori | 48’ Berni 65’ Vincenzi |

| Pistoia 3 ottobre 1982 4ª giornata | Pistoiese         | 0 – 0 | Perugia | Stadio Comunale\| Arbitro: \| Falzier (Treviso) \| |
| Arbitro:                           | Falzier (Treviso) |       |         |                                                    |

| Arbitro: | Facchin (Udine) |

|              |           |             |
| Facchini 11’ | Marcatori | 55’ Bilardi |

| Arbitro: | Lombardo (Marsala) |

|                            |           |  |
| Acerbis 24’ De Tommasi 25’ | Marcatori |  |

| Arbitro: | Sguizzato (Verona) |

|               |           |               |
| Garritano 21’ | Marcatori | 52’ D'Ottavio |

| Arbitro: | Pezzella (Frattamaggiore) |

|           |           |  |
| Russo 25’ | Marcatori |  |

| Arbitro: | De Marchi (Novara) |

|              |           |              |
| Crialesi 26’ | Marcatori | 85’ Vincenzi |

| Arbitro: | Lo Bello (Siracusa) |

|                                 |           |           |
| Piraccini 25’ Vincenzi 31’, 75’ | Marcatori | 21’ Zanin |

| Arbitro: | Leni (Perugia) |

|              |           |           |
| Pradella 56’ | Marcatori | 89’ Borgo |

| Arbitro: | Falzier (Treviso) |

|  |           |          |
|  | Marcatori | 7’ Vella |

| Arbitro: | Tubertini (Bologna) |

|            |           |              |
| Caccia 16’ | Marcatori | 66’ Vincenzi |

| Arbitro: | Facchin (Udine) |

|  |           |             |
|  | Marcatori | 60’ Bagnato |

| Cremona 19 dicembre 1982 15ª giornata | Cremonese         | 0 – 0 | Pistoiese | Stadio Giovanni Zini\| Arbitro: \| Angelelli (Terni) \| |
| Arbitro:                              | Angelelli (Terni) |       |           |                                                         |

| Arbitro: | De Marchi (Novara) |

|              |           |                             |
| Parlanti 19’ | Marcatori | 15’ Venturi 85’ De Stefanis |

| Arbitro: | Leni (Perugia) |

|                 |           |  |
| Tempestilli 72’ | Marcatori |  |

| Arbitro: | Lombardo (Marsala) |

|                            |           |  |
| Vincenzi 29’ Garritano 54’ | Marcatori |  |

| Arbitro: | Lo Bello (Siracusa) |

|                        |           |              |
| Jordan 26’ Damiani 48’ | Marcatori | 54’ Parlanti |

#### Girone di ritorno
| Pistoia 30 gennaio 1983 20ª giornata | Pistoiese            | 0 – 0 | Atalanta | Stadio Comunale\| Arbitro: \| Polacco (Conegliano) \| |
| Arbitro:                             | Polacco (Conegliano) |       |          |                                                       |

| Arbitro: | Longhi (Roma) |

|              |           |              |
| Graziani 34’ | Marcatori | 36’ Parlanti |

| Arbitro: | Giaffreda (Roma) |

|                        |           |                               |
| Vincenzi 11’ Borgo 64’ | Marcatori | 57’ Bongiorni 86’ Di Giovanni |

| Arbitro: | Lombardo (Marsala) |

|                             |           |                           |
| Amenta 39’ Tendi 88’ (aut.) | Marcatori | 8’ Garritano 30’ Facchini |

| Cava de' Tirreni 6 marzo 1983 24ª giornata | Cavese            | 0 – 0 | Pistoiese | Stadio Comunale\| Arbitro: \| Falzier (Treviso) \| |
| Arbitro:                                   | Falzier (Treviso) |       |           |                                                    |

| Arbitro: | Leni (Perugia) |

|                                 |           |  |
| Vincenzi 34’, 81’ Garritano 55’ | Marcatori |  |

| Arbitro: | Magni (Bergamo) |

|                          |           |              |
| Scorrano 72’ Pivotto 78’ | Marcatori | 89’ Parlanti |

| Arbitro: | Esposito (Torre del Greco) |

|              |           |  |
| Vincenzi 63’ | Marcatori |  |

| Arbitro: | Barbaresco (Cormons) |

|               |           |  |
| Bartolini 64’ | Marcatori |  |

| Arbitro: | D'Elia (Salerno) |

|              |           |              |
| Barbieri 47’ | Marcatori | 42’ Frigerio |

| Arbitro: | Lo Bello (Siracusa) |

|  |           |           |
|  | Marcatori | 42’ Mitri |

| Arbitro: | Pieri (Genova) |

|                 |           |                            |
| Manfredonia 69’ | Marcatori | 48’ Bartolini 75’ Vincenzi |

| Arbitro: | Pezzella (Frattamaggiore) |

|              |           |            |
| Facchini 34’ | Marcatori | 28’ Minoia |

| Lecce 8 maggio 1983 33ª giornata | Lecce            | 0 – 0 | Pistoiese | Stadio Via del Mare\| Arbitro: \| Altobelli (Roma) \| |
| Arbitro:                         | Altobelli (Roma) |       |           |                                                       |

| Pistoia 15 maggio 1983 34ª giornata | Pistoiese         | 0 – 0 | Cremonese | Stadio Comunale\| Arbitro: \| Mattei (Macerata) \| |
| Arbitro:                            | Mattei (Macerata) |       |           |                                                    |

| Arbitro: | Longhi (Roma) |

|                                       |           |                                    |
| De Rosa 7’ Odorizzi 11’ Montesano 59’ | Marcatori | 17’ (rig.) Parlanti 56’ Di Stefano |

| Arbitro: | Barbaresco (Cormons) |

|                     |           |               |
| Parlanti 55’ (rig.) | Marcatori | 39’ Borgonovo |

| Avellino 5 giugno 1983 37ª giornata | Foggia          | 0 – 0 | Pistoiese | Stadio Partenio\| Arbitro: \| Menegali (Roma) \| |
| Arbitro:                            | Menegali (Roma) |       |           |                                                  |

| Pistoia 12 giugno 1983 38ª giornata | Pistoiese        | 0 – 0 | Milan | Stadio Comunale\| Arbitro: \| Altobelli (Roma) \| |
| Arbitro:                            | Altobelli (Roma) |       |       |                                                   |

### Coppa Italia

#### Primo turno
| Arbitro: | Falzier (Treviso) |

|                |           |                            |
| Di Stefano 48’ | Marcatori | 36’, 61’ Greco 39’ Carotti |

| Arbitro: | Polacco (Conegliano) |

|  |           |                |
|  | Marcatori | 75’ Di Stefano |

| Arbitro: | Lombardo (Marsala) |

|               |           |              |
| Turchetta 66’ | Marcatori | 74’ Parlanti |

| Arbitro: | Giaffreda (Roma) |

|                   |           |              |
| Facchini 80’, 85’ | Marcatori | 60’ De Falco |

| Arbitro: | Barbaresco (Cormons) |

|                                 |           |  |
| Vincenzi 8’ Parlanti 16’ (rig.) | Marcatori |  |

## Statistiche

### Statistiche di squadra
| Competizione | Punti | In casa | In casa | In casa | In casa | In casa | In casa | In trasferta | In trasferta | In trasferta | In trasferta | In trasferta | In trasferta | Totale | Totale | Totale | Totale | Totale | Totale | DR |
| Competizione | Punti | G       | V       | N       | P       | Gf      | Gs      | G            | V            | N            | P            | Gf           | Gs           | G      | V      | N      | P      | Gf     | Gs     | DR |
| ------------ | ----- | ------- | ------- | ------- | ------- | ------- | ------- | ------------ | ------------ | ------------ | ------------ | ------------ | ------------ | ------ | ------ | ------ | ------ | ------ | ------ | -- |
| Serie B      | 34    | 19      | 6       | 9       | 4       | 18      | 12      | 19           | 1            | 11           | 7            | 15           | 22           | 38     | 7      | 20     | 11     | 33     | 34     | -1 |
| Coppa Italia |       | 3       | 2       | 0       | 1       | 5       | 4       | 2            | 1            | 1            | 0            | 2            | 1            | 5      | 3      | 1      | 1      | 7      | 5      | +2 |
| Totale       |       | 22      | 8       | 9       | 5       | 23      | 16      | 21           | 2            | 12           | 7            | 17           | 23           | 43     | 10     | 21     | 12     | 40     | 39     | +1 |

### Statistiche dei giocatori[4]
| Giocatore     | Serie B  | Serie B | Coppa Italia | Coppa Italia | Totale   | Totale |
| Giocatore     | Presenze | Reti    | Presenze     | Reti         | Presenze | Reti   |
| ------------- | -------- | ------- | ------------ | ------------ | -------- | ------ |
| L. Bartolini  | 22       | 2       | 1            | 0            | 23       | 2      |
| F. Berni      | 33       | 1       | 4            | 0            | 37       | 1      |
| S. Borgo      | 33       | 2       | 5            | 0            | 38       | 2      |
| G. Ceramicola | 21       | 0       | -            | -            | 21       | 0      |
| R. Chiti      | 8        | 0       | -            | -            | 8        | 0      |
| O. Di Stefano | 26       | 1       | 5            | 2            | 31       | 3      |
| P. Di Trapano | -        | -       | 1            | 0            | 1        | 0      |
| L. Facchini   | 37       | 4       | 5            | 2            | 42       | 6      |
| E. Frigerio   | 24       | 1       | 2            | 0            | 26       | 1      |
| S. Garritano  | 21       | 4       | -            | -            | 21       | 4      |
| P. Ghedin     | 10       | 0       | 5            | 0            | 15       | 0      |
| G. Giannini   | 1        | 0       | 1            | 0            | 2        | 0      |
| M. Grassi     | 8        | -7      | -            | -            | 8        | -7     |
| G. Lazzeretti | 1        | 0       | -            | -            | 1        | 0      |
| D. Lucarelli  | 33       | 0       | 5            | 0            | 38       | 0      |
| A. Malgioglio | 31       | -27     | 5            | -5           | 36       | -32    |
| M. Masi       | 14       | 0       | -            | -            | 14       | 0      |
| R. Parlanti   | 38       | 6       | 5            | 2            | 43       | 8      |
| R. Piraccini  | 24       | 1       | -            | -            | 24       | 1      |
| G. Rognoni    | 21       | 0       | 5            | 0            | 26       | 0      |
| A. Tendi      | 36       | 0       | 3            | 0            | 39       | 0      |
| M. Torresani  | 7        | 0       | 5            | 0            | 12       | 0      |
| M. Vaggelli   | -        | -       | 1            | 0            | 1        | 0      |
| F. Vincenzi   | 35       | 11      | 4            | 1            | 39       | 12     |